# Iphirhina
Iphirhina is een geslacht van halfvleugeligen uit de familie schuimcicaden (Cercopidae). De wetenschappelijke naam van dit geslacht is voor het eerst geldig gepubliceerd in 1968 door Fennah.

## Soorten
Het geslacht Iphirhina omvat de volgende soorten:
- Iphirhina discontinua (Fowler, 1897)
- Iphirhina limbata (Stål, 1864)
- Iphirhina perfecta (Walker, 1858)
- Iphirhina quota (Distant, 1900)
- Iphirhina sepulchralis (Stål, 1864)